# Antoninho Fernandes
Antônio Fernandes (Santos, 13 de agosto de 1921 — Santos, 16 de dezembro de 1973), foi um futebolista e treinador brasileiro.
É ídolo do Santos Futebol Clube.

## Carreira

### Jogador
O apelido "Antoninho" o acompanhou desde a infância quando defendia as equipes amadoras do São Paulinho, do bairro do Marapé e do Theodor Wille, em Santos. Seu futebol sério chamou a atenção dos dirigentes do Santos FC que o levaram a treinar nas categorias de base do clube.
Estreou na equipe principal em 20 de maio de 1941, aos 19 anos, no amistoso contra Coritiba vencido pelo placar de 10x3, na Vila Belmiro. Ainda como jogador, exercia a função de Conferente de Carga e Descarga no Porto de Santos.
Em 1950, foi emprestado ao Palmeiras para a disputa do Torneio Rio-São Paulo, que tentou contratá-lo em definitivo, não aceitou e voltou ao Santos.
Tinha o apelido de "O Arquiteto da Bola", ganho durante a vitoriosa campanha da Seleção Paulista de Futebol em 1952.
Sua última partida foi no dia 24 de novembro de 1954, em partida amistosa na Vila Belmiro, na derrota diante do Vasco da Gama, por 2x1. No Santos, esteve por 13 anos e jogou 402 partidas e marcou 143 gols. Foi vice-campeão paulista em 1948 e 1950. Ganhou títulos menores, como a Taça da Taças de 1948, a Taça Cidade de Santos de 1948 e 1952, a Taça Cidade de São Paulo de 1949, o Torneio Quadrangular de Belo Horizonte de 1951 e o Torneio Início do Campeonato Paulista de 1952.
Depois de deixar o clube do litoral iria jogar mais dois anos no Jabaquara, quando então encerrou a carreira.

### Treinador
Foi técnico do Atlético Mineiro na década de 1960, onde conquistou o título estadual.
Foi auxiliar-técnico de Lula e o substituiu no Santos a partir de 1967, quando levaria o time ao seu segundo tricampeonato paulista. Venceu o Torneio Roberto Gomes Pedrosa de 1968 e a Recopa dos Campeões Intercontinentais de 1968, além de vários outros torneios nacionais e internacionais. Seu último jogo dirigindo o clube aconteceu em 7 de abril de 1971 na vitória por 2x0 diante do Galícia na Fonte Nova, em Salvador.
Na direção da equipe santista entre os anos de 1967 e 1971, incluindo o período em que dirigiu a equipe interinamente nos anos 50, foram 398 partidas, com 240 vitórias, 80 empates e 78 derrotas.
Ao deixar o comando técnico do Santos em 1971, foi substituído por Mauro Ramos de Oliveira, outro grande ex-jogador do clube. Após deixar a Vila em 1971 foi treinar o Noroeste de Bauru.

### Morte
Antoninho morreu em um acidente de carro, quando seu TL despencou de um abismo na Rodovia Anchieta. Ele subia a serra para uma entrevista na TV Bandeirantes e para assistir ao jogo entre São Paulo e Santos.